# Leucospermum conocarpodendron
Leucospermum conocarpodendron là một loài thực vật trong họ Quắn hoa. Môi trường sống tự nhiên của chúng là các khu vực xung quanh Cape Town, Western Cape, Nam Phi.
Loài này có 2 phân loài chính, viridum và conocarpodendron: Phân loài conocarpodendron bị đe dọa và chỉ giới hạn ở một vài điểm trên sườn đá granit núi Table. Loài này gần như tuyệt chủng khi sườn núi Table được người ta trồng thương mại các loài cây thông xâm lấn, tuy nhiên kể từ khi người ta loại bỏ một phần của các đồn điền, loài này đã mọc trở lại chậm rãi. Nó được phân biệt bằng lá màu xám (do chúng được bao phủ bởi lớp lông mượt)
Phân loài viridum được xếp vào loại "gần bị đe dọa" và có một phạm vi rộng lớn hơn nhiều, mở rộng về phía đông dọc theo bờ biển Cape. Nó có màu xanh lá cây, lá không có lông.

## Hình ảnh

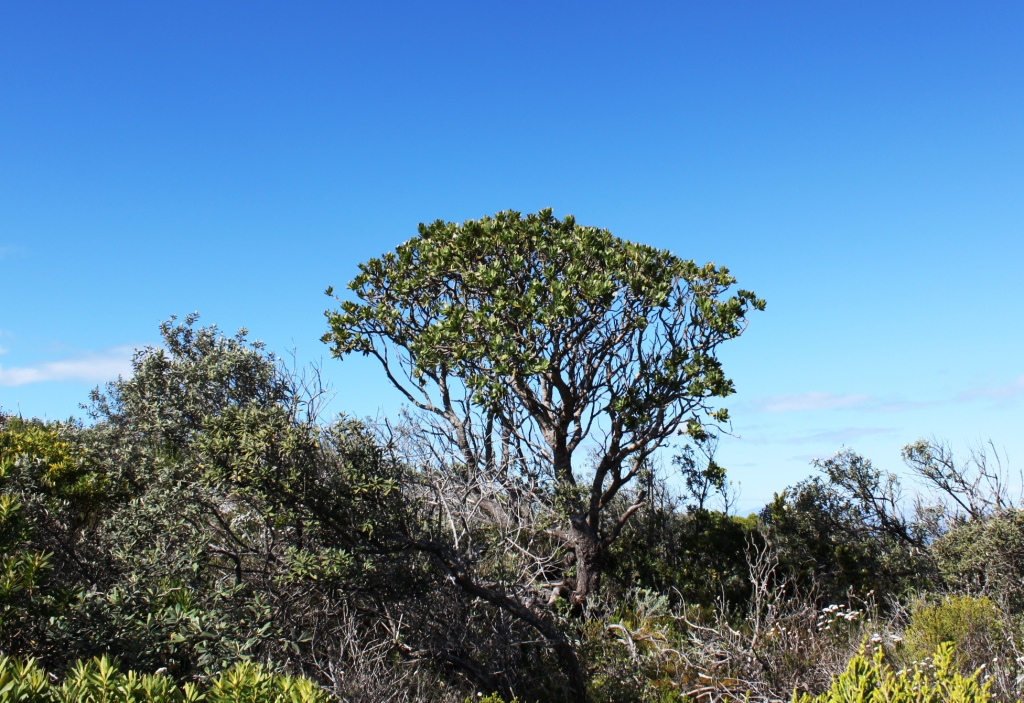
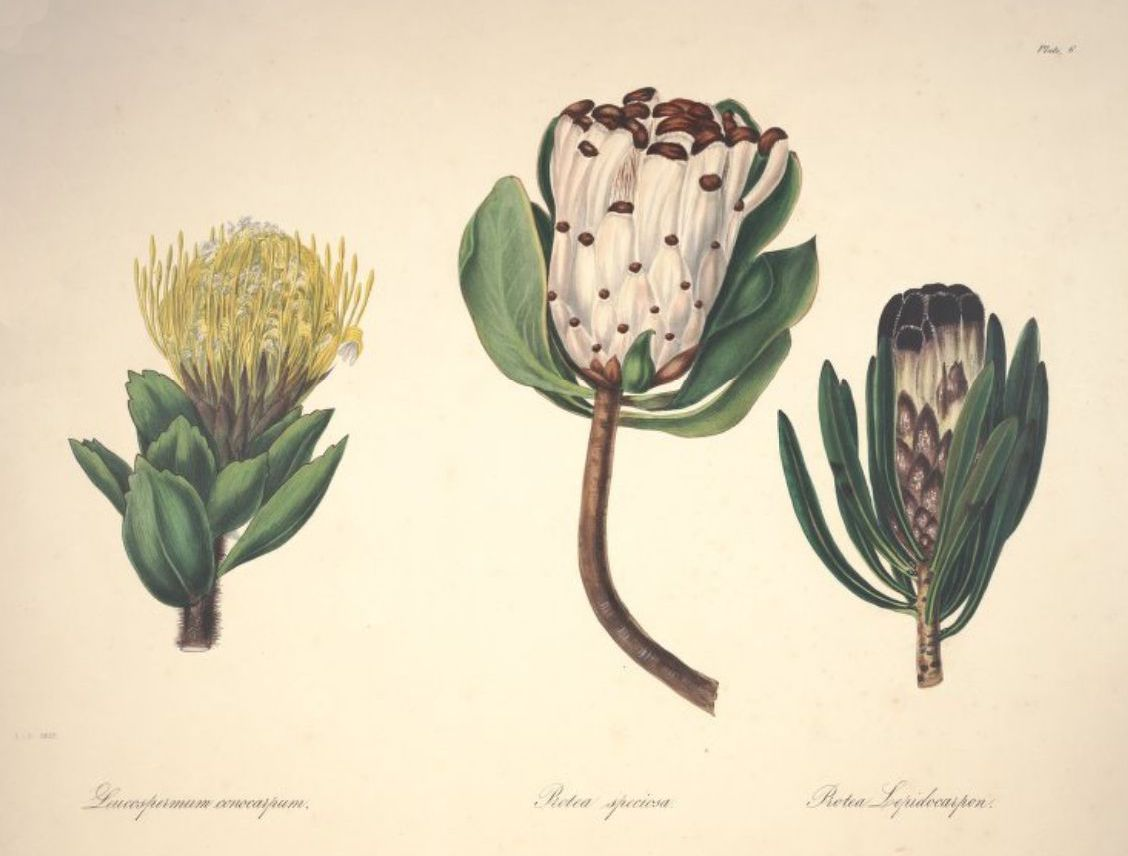
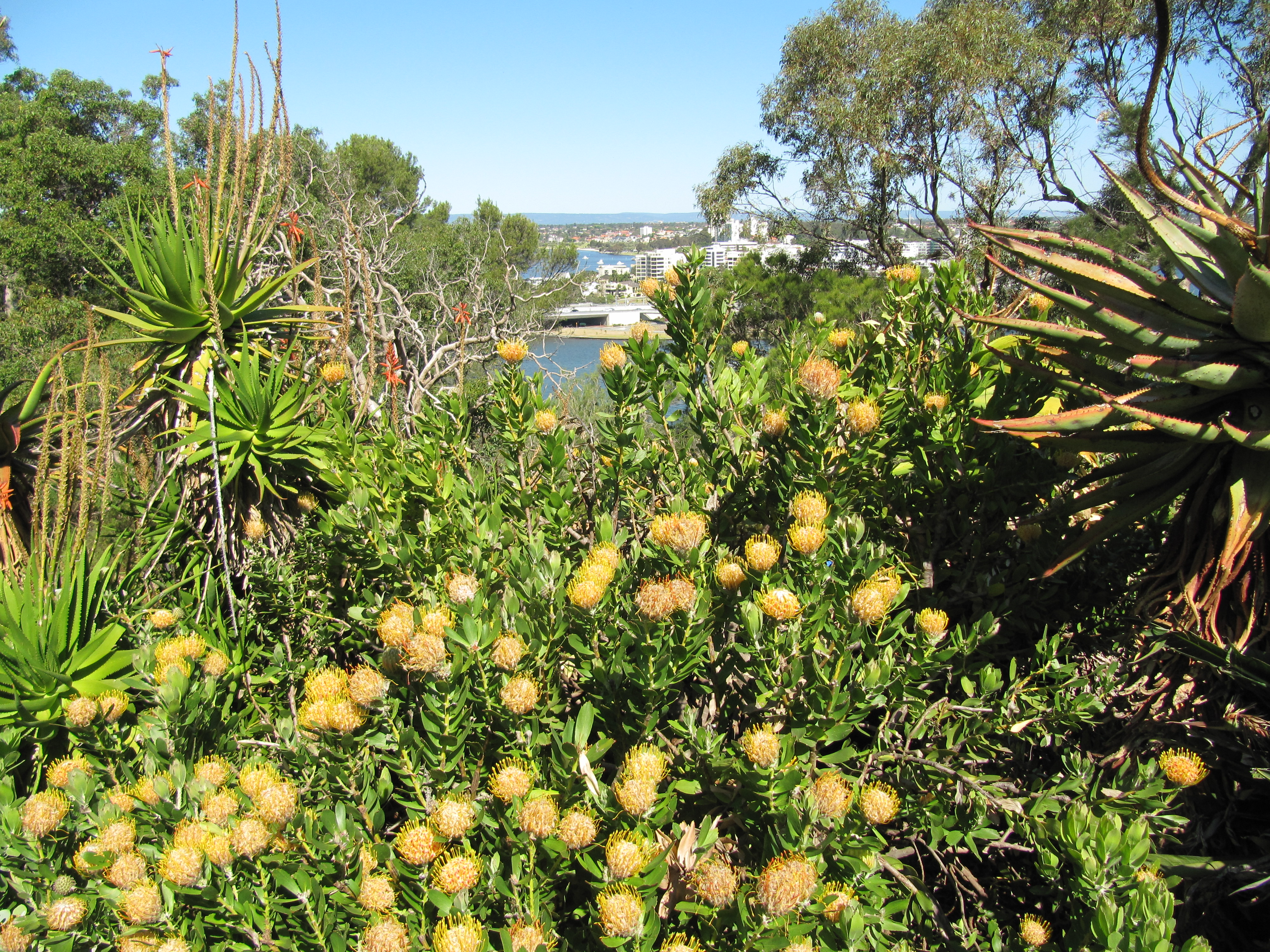
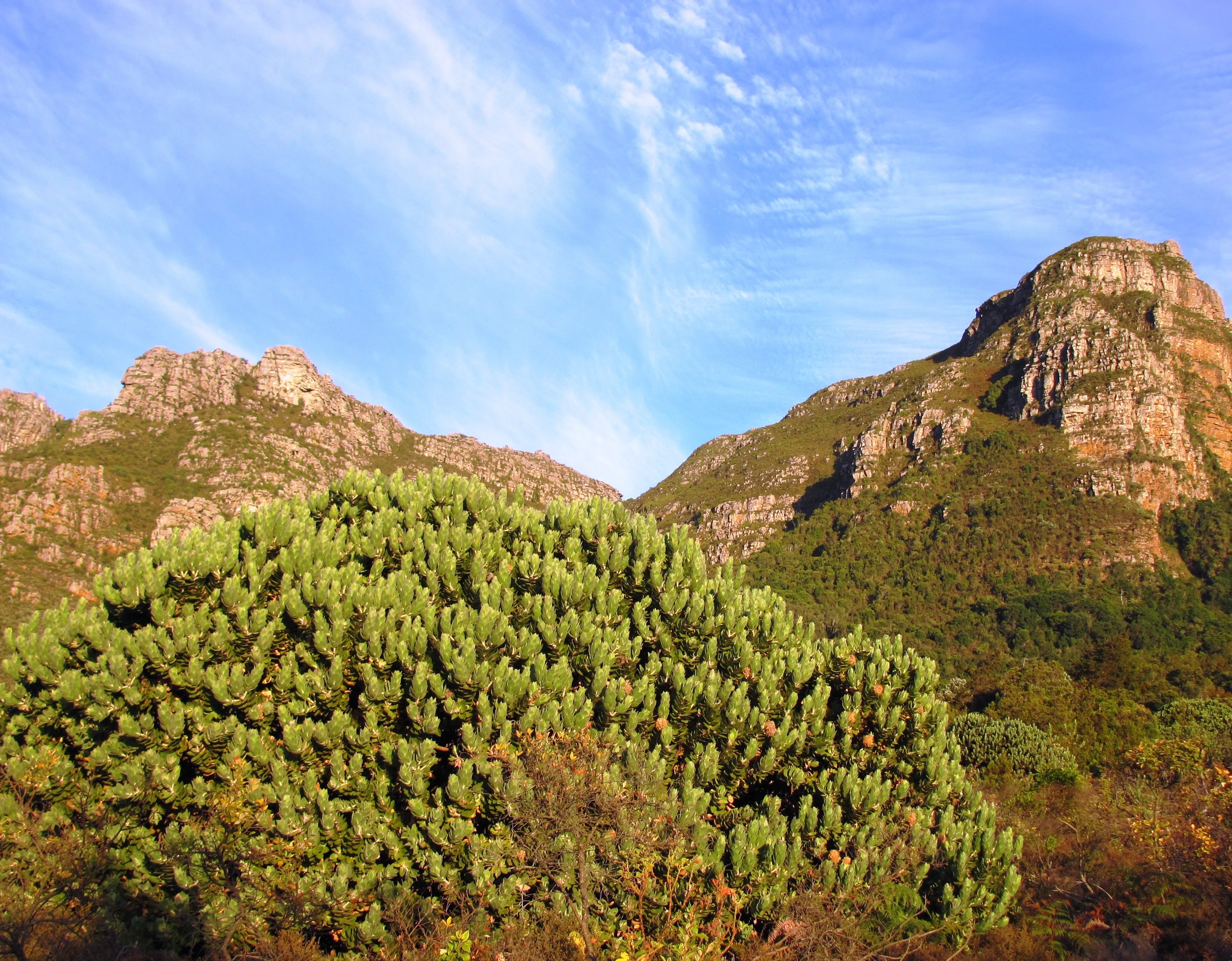